# Liste der Kulturdenkmale in Sandau (Elbe)
In der Liste der Kulturdenkmale in Sandau (Elbe)  sind alle  Kulturdenkmale der Gemeinde Sandau (Elbe) und ihrer Ortsteile aufgelistet. Grundlage ist das Denkmalverzeichnis des Landes Sachsen-Anhalt, das auf Basis des Denkmalschutzgesetzes des Landes Sachsen-Anhalt vom 21. Oktober 1991 durch das Landesamt für Denkmalpflege und Archäologie Sachsen-Anhalt erstellt und seither laufend ergänzt wurde (Stand: 31. Dezember 2024).

## Kulturdenkmale inSandau (Elbe)
| Lage                                                            | Bezeichnung            | Beschreibung                | Erfassungs- nummer | Ausweisungsart | Bild                   |
| --------------------------------------------------------------- | ---------------------- | --------------------------- | ------------------ | -------------- | ---------------------- |
| Elbstraße 1 (Karte)                                             | Speicher               | Stadtspeicher               | 094 35628          | Baudenkmal     | Speicher               |
| Havelberger Straße Ecke Uthmannstraße (Karte)                   | Denkmal                |                             | 094 98476          | Kleindenkmal   | Denkmal                |
| Havelberger Straße vor der Kirche (Karte)                       | Denkmal                |                             | 094 98477          | Kleindenkmal   | Denkmal                |
| Havelberger Straße 35 (Karte)                                   | Wohnhaus               |                             | 094 98475          | Baudenkmal     | BW                     |
| Kirchberg (Karte)                                               | Kirche                 | St. Nikolaus/St. Laurentius | 094 98478          | Baudenkmal     | Weitere Bilder         |
| Kirchberg 4 (Karte)                                             | Wohnhaus               |                             | 094 35638          | Baudenkmal     | Wohnhaus               |
| Kirchberg 9 (Karte)                                             | Pfarrhaus              | Oberpfarre                  | 094 35626          | Baudenkmal     | Pfarrhaus              |
| Kirchberg 10 (Karte)                                            | Pfarrhof               |                             | 094 35627          | Baudenkmal     | Pfarrhof               |
| Marktstraße 2 (Karte)                                           | Rathaus                |                             | 094 35629          | Baudenkmal     | Rathaus                |
| Mauerstraße am Pfarrhaus (Karte)                                | Transformatorenstation |                             | 094 35637          | Baudenkmal     | Transformatorenstation |
| Mauerstraße 23 (Karte)                                          | Wohnhaus               |                             | 094 35631          | Baudenkmal     | Wohnhaus               |
| Mauerstraße 29 (Karte)                                          | Wohnhaus               |                             | 094 35633          | Baudenkmal     | Wohnhaus               |
| Mauerstraße 41 (Karte)                                          | Ackerbürgerhof         |                             | 094 35634          | Baudenkmal     | Ackerbürgerhof         |
| Mauerstraße 43 (Karte)                                          | Ackerbürgerhof         |                             | 094 35635          | Baudenkmal     | Ackerbürgerhof         |
| Mauerstraße 8, (27), 29, 31, 33, 35, 37, 39, 41, 43, 45 (Karte) | Straßenzeile           |                             | 094 98479          | Denkmalbereich | Straßenzeile           |
| Osterburger Straße 12 (Karte)                                   | Wohnhaus               |                             | 094 98480          | Baudenkmal     | BW                     |
| Osterburger Straße 13 (Karte)                                   | Wohnhaus               |                             | 094 98481          | Baudenkmal     | Wohnhaus               |
| Poststraße 10 (Karte)                                           | Postamt                |                             | 094 98482          | Baudenkmal     | Postamt                |
| Schleusenstraße Friedhof (Karte)                                | Grabmal                | Familie Karl Wittstock      | 094 98483          | Kleindenkmal   | Grabmal                |
| Schleusenstraße 36 (Karte)                                      | Ackerbürgerhaus        |                             | 094 35829          | Baudenkmal     | Ackerbürgerhaus        |
| Stavenstraße 24 (Karte)                                         | Wohnhaus               | Wohnhaus                    | 094 98484          | Baudenkmal     | Wohnhaus               |
| Triftstraße (Karte)                                             | Transformatorenstation | UW Sandau 50                | 094 98485          | Baudenkmal     | Transformatorenstation |

## Ehemalige Kulturdenkmale
Die nachfolgenden Objekte waren ursprünglich ebenfalls denkmalgeschützt oder wurden in der Literatur als Kulturdenkmale geführt. Die Denkmale bestehen heute jedoch nicht mehr, ihre Unterschutzstellung wurde aufgehoben oder sie werden nicht mehr als Denkmale betrachtet.
| Lage                   | Bezeichnung     | Beschreibung | Erfassungs- nummer | Ausweisungsart | Bild            |
| ---------------------- | --------------- | --- | ------------------ | -------------- | --------------- |
| Kirchberg 5 (Karte)    | Wohnhaus        | | 094 35639          |                | BW              |
| Kirchberg 6 (Karte)    | Wohnhaus        | | 094 35640          |                | BW              |
| Mauerstraße 27 (Karte) | Wohnhaus        | | 094 35632          |                | BW              |
| Mühlberg 7 (Karte)     | Wohnhaus        | | 094 35636          |                | BW              |
| Poststraße 1 (Karte)   | Wohnhaus        | Wohnhaus | 094 35630          |                | BW              |
| Steinstraße 16 (Karte) | Ackerbürgerhaus | Ackerbürgerhaus Abbruchgenehmigung war ab 2021 erteilt und wurde 2024 vollzogen. 2024 folgte dann auch die Streichung aus dem Denkmalverzeichnis. | 094 35828          | Baudenkmal     | Ackerbürgerhaus |

## Legende
In den Spalten befinden sich folgende Informationen:
- Lage: Nennt den Straßennamen und wenn vorhanden die Hausnummer des Kulturdenkmals. Die Grundsortierung der Liste erfolgt nach dieser Adresse. Der Link „Karte“ führt zu verschiedenen Kartendarstellungen und nennt die geographischen Koordinaten.
Link zu einem Kartenansichtstool, um Koordinaten zu setzen. In der Kartenansicht sind Baudenkmale ohne Koordinaten mit einem roten bzw. orangen Marker dargestellt und können in der Karte gesetzt werden. Baudenkmale ohne Bild sind mit einem blauen bzw. roten Marker gekennzeichnet, Baudenkmale mit Bild mit einem grünen bzw. orangen Marker.
- Offizielle Bezeichnung: Nennt den Namen, die Bezeichnung oder zumindest die Art des Kulturdenkmals und verlinkt, soweit vorhanden, auf den Artikel zum Objekt.
- Beschreibung: Nennt bauliche und geschichtliche Einzelheiten des Kulturdenkmals, vorzugsweise die Denkmaleigenschaften.
- Erfassungsnummer: Für jedes Kulturdenkmal wird in Sachsen-Anhalt eine 20stellige Erfassungsnummer vergeben. Die letzten zwölf Ziffern werden für die Untergliederung nach Teilobjekten genutzt und werden nur angegeben, soweit vergeben. In dieser Spalte kann sich folgendes Icon  befinden, dies führt zu Angaben zu diesem Baudenkmal bei Wikidata.
- Ausweisungsart: Die Einordnung des Denkmales nach § 2 Abs. 2 DenkmSchG LSA
- Bild: Ein Bild des Denkmales, und gegebenenfalls einen Link zu weiteren Fotos des Kulturdenkmals im Medienarchiv Wikimedia Commons. Wenn man auf das Kamerasymbol klickt, können Fotos zu Kulturdenkmalen aus dieser Liste hochgeladen werden: